# Секула, Бела
Бела Секула (венг. Székula Béla, англ. Bela Sekula; 9 февраля 1881, Будапешт, Венгрия — 1966, Швейцария) — венгерский филателист и торговец марками, который жил в Венгрии, Швейцарии и США и заслужил дурную репутацию среди своих современников. Печально известен как фальсификатор почтовых марок.

## Биография и семья

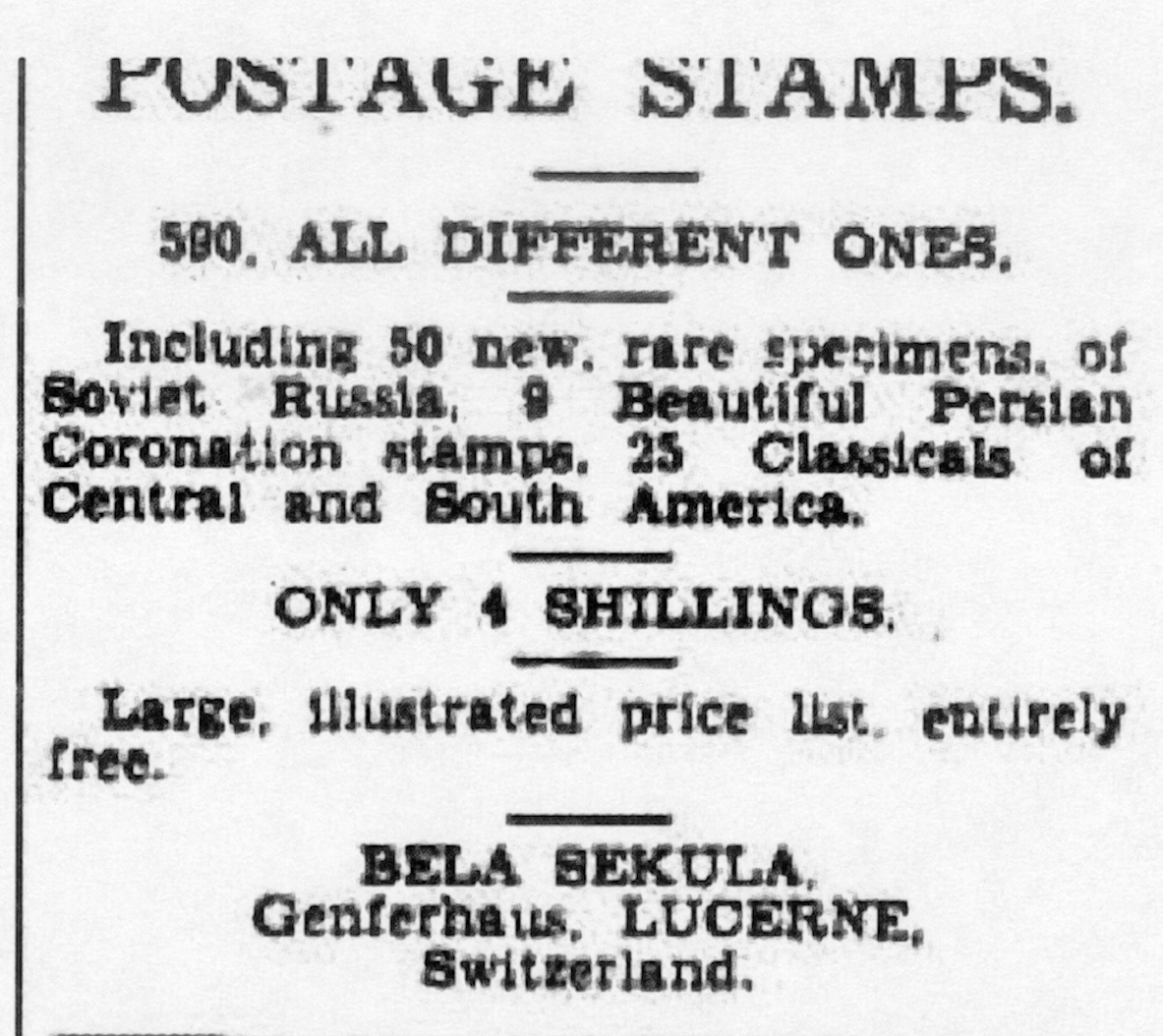
Объявление Б. Секулы, опубликованное в австралийской газете «The Courier-Mail»
(20 октября 1928): «Почтовые марки. 590 штук — все различные, включая 50 новых, редких экземпляров из Советской России, 9 красивых коронационных персидских марок, 25 классических — Центральной и Южной Америки. Всего за 4 шиллинга. Большой иллюстрированный прайс-лист, совершенно бесплатно. Бела Секула, Женевский дом, Люцерн, Швейцария».

«Почтовые марки. 590 штук — все различные, включая 50 новых, редких экземпляров из Советской России, 9 красивых коронационных персидских марок, 25 классических — Центральной и Южной Америки. Всего за 4 шиллинга. Большой иллюстрированный прайс-лист, совершенно бесплатно. Бела Секула, Женевский дом, Люцерн, Швейцария».

### Европейский период
Секула родился в Будапеште 9 февраля 1881 года. В 1902 году он перебрался в Женеву и начал заниматься филателистическим бизнесом. В 1904 году вернулся в Будапешт. Был дважды женат. От первого брака у него были дочь Хеди (Hedy) и сын Карл (Karl).
Продолжая торговлю почтовыми марками, в 1913 году он снова приехал в Швейцарию. Здесь Секула вторично женился 9 октября 1916 года на швейцарке Берте Югенен (Berta (Bertie) Huguenin; 1896—1980) и обосновался в том же году в Люцерне, поселившись в Вилле Зонненхоф. От этого брака у него родилась дочь Соня (1918—1963), будущая художница с трагической судьбой.
В 1936 году семья Секулы ездила на лето в Будапешт, где встречалась с писателем Отто Индигом, написавшем впоследствии повесть о дочере Секулы, Соне.

### Американский период
Вскоре Б. Секула решил перенести свой бизнес из Люцерна в Нью-Йорк. 23 сентября 1936 года он вместе с семьёй эмигрировал в США, где поселился в общине Дугластон в Куинсе (Нью-Йорк). Здесь 6 декабря того же года их посещали Клаус и Эрика Манн.
В дальнейшем Секула многократно менял местожительство. В 1938 году семья переезжает в дом № 400 на Парк-авеню, в центральном Нью-Йорке, в 1939 — в Скарсдейл, возле Уайт-Плейнс (штат Нью-Йорк), и в 1940 году — в Уэстпорт (штат Коннектикут). В 1942 году они возвращаются в Нью-Йорк и поселяются в доме № 399 на Парк-авеню. В 1946 году их навещали мексиканская художница Фрида Кало и американский фотограф трансильванского венгерского происхождения Андре де Диенес. В 1954 году семья Секулы жила некоторое время в гостинице в Нью-Йорке.

### Возвращение в Швейцарию
В 1955 году из-за проблем с психическим здоровьем Сони и невозможности содержать её в дорогих американских клиниках семья возвращается в Швейцарию, где сначала останавливается в пансионе Тифенау (Tiefenau) в Берне, а затем переезжает в Санкт-Мориц, в шале семьи Фрица фон Опеля, внука Адама Опеля. С 1 декабря 1955 года семья Секулы поселяется в собственной квартире в Санкт-Мориц-Баде. В 1958 году они переехали в Цюрих, где жили по адресу Steinwiesenstrasse 18.

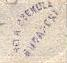
Экспертный знак Секулы (Будапешт, до 1913)

## Торговля марками. Фальсификации Секулы
Уже в самые ранние годы своей коммерческой карьеры, в первый приезд в Швейцарию (1902—1904), Секула получил сомнительную репутацию в качестве торговца филателистическим товаром. Американский журнал «Mekeel’s Stamp Collector» характеризовал его в то время как «дилера, пользующегося дурной славой… склонного к вымогательству денег». После ряда жульнических предложений на филателистическом рынке он был вынужден бежать из Женевы назад в Будапешт, оставив неоплаченные счета.
Б. Секула занимался тем, что печатал поддельные марки, особенно много от имени латиноамериканских стран (Доминиканской Республики, Гватемалы, Боливии). В 1916 году он появился в Люцерне и в период пребывания там выступал под ширмой придуманной им филателистической фирмы «Cosmophilatelist» («Космофилателист»), размещая газетные и журнальные объявления по всему миру. В Люцерне он торговал вначале негашёнными марками Бельгии, выпущенными немцами во время оккупации этой страны в Первую мировую войну. Через некоторое время Секула попал в «чёрные списки» в филателистических кругах большинства европейских стран, а почтовые службы Европы и США наложили временные запреты на пересылку корреспонденции и почтовых переводов на его имя.

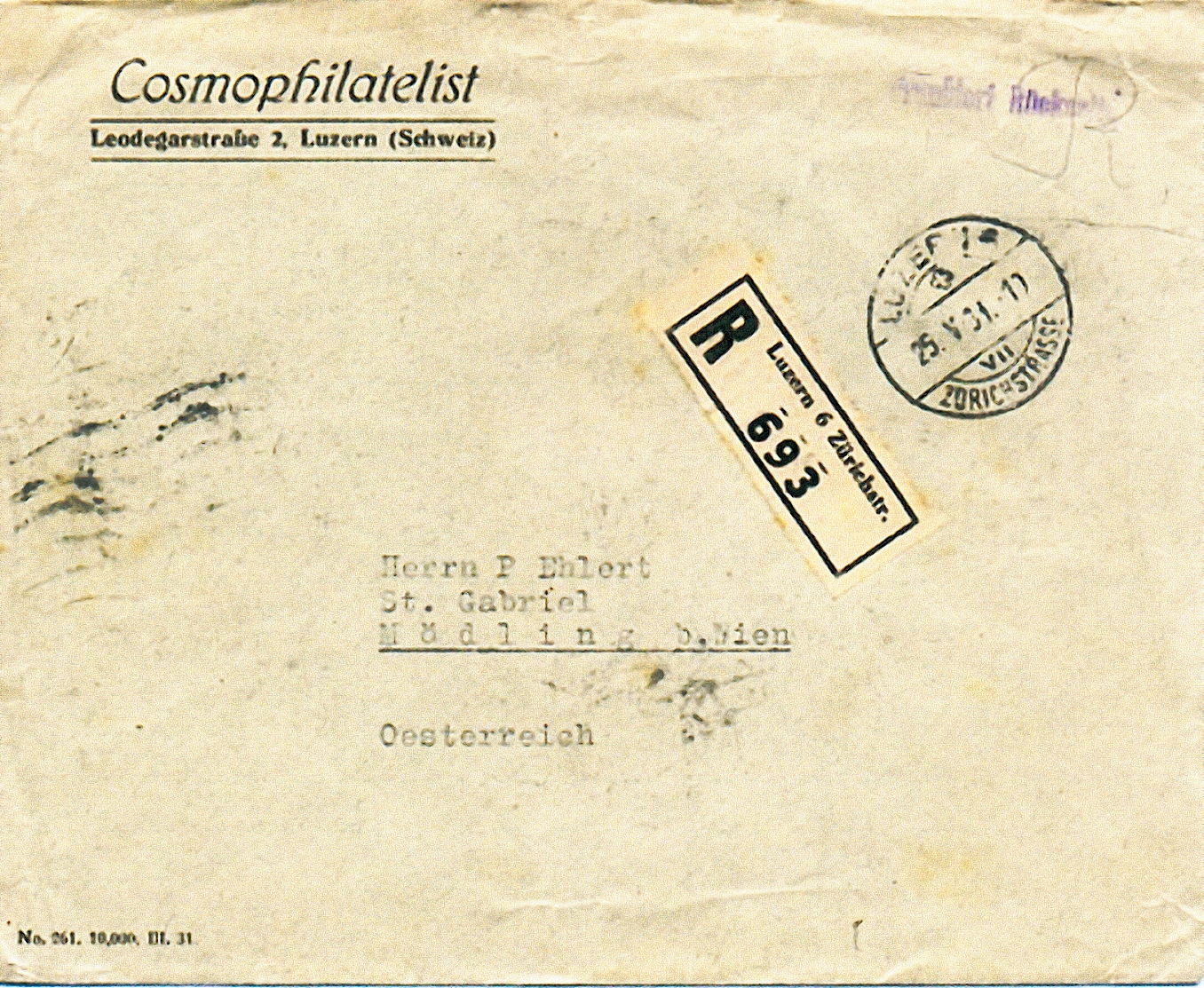
Конверт заказного письма, отправленного из фирмы Белы Секулы «Cosmophilatelist» в Люцерне на имя П. Элерта в Вене (1931)

Тем не менее Беле Секуле удалось войти в почётные комитеты крупнейших филателистических выставок того времени IPOSTA (1930) и WIPA (1933), а также в руководство Международного союза торговцев знаками почтовой оплаты в Берлине (нем. Internationale Postwertzeichen-Händler-Verband Berlin). В дальнейшем Секуле, однако, дали понять, что его не желают видеть ни на мероприятиях Международного союза, ни на выставках. Организация торговцев предприняла меры по ограничению бизнеса Секулы.
В 1930—1931 годах Б. Секула заполучил через Жана Адольфа Михеля (Jean Adolph Michel) печатные пластины для серии почтовых марок Эфиопии «Животные и правители» 1919 года. По-видимому, не без договорённости с Михелем Секула «издал» репринты этих марок, рекламируя их как «гарантированно подлинные». При этом фальсификатор позаботился о том, чтобы репринты были не только в гашёном и негашёном виде, но и с различными ошибками, включая беззубцовые экземпляры, перевернутые или отсутствующие центры. Союз швейцарских филателистических обществ осудил эти подделки и вынудил Секулу в 1938 году прекратить рекламирование этой продукции.
По некоторым сведениям, Бела Секула был даже вовлечен в историю появления многообразных почтовых марок Тувы в период с 1934 по 1936 год. Именно Секула якобы убедил тувинские и советские власти печатать экзотические тувинские марки для их последующей реализации коллекционерам.
Он был также причастен ко многим другим сомнительным «выпускам» почтовых марок, создавая и продавая марки местных почт, например, таковой в Люцерне, а также делая надпечатки на уже существующих марках.
В 1910 году Бела Секула печатал и распространял альманах «Internationale Philatelisten» («Международные филателисты»).
Брат Б. Секулы, Евген Секула (Eugen Sekula), был также филателистическим дилером в Люцерне и тоже «прославился» разного рода аферами и махинациями.